# Rhein (Schiff, 1867)
Die Rhein war ein Schiff der Marine des Norddeutschen Bundes und der Kaiserlichen Marine. Ursprünglich als Transportschiff gebaut, kam die Rhein ab 1883 als Schul- und Versuchsschiff für Seeminen zum Einsatz. Nach der 1911 erfolgten Ausmusterung verkaufte die Marine das Schiff 1920 nach Rönnebeck, wo es als Prahm aufgebraucht wurde.

## Geschichte
Die größer werdende Marine sah sich 1867 gezwungen, für die marineinternen Transportaufgaben ein eigenes Schiff anzuschaffen. Daher erging im August 1867 der Bauauftrag für ein solches Transportschiff an die AG Vulcan Stettin. Für die Werft war es der erste Auftrag, den sie von der Marine erhielt. Bereits am 7. September 1867 konnte der Neubau vom Stapel laufen. Seinen Namen hatte Prinz Adalbert, der Oberkommandierende der Marine, bereits im Vorfeld festgelegt. Er begründete damit die bis heute währende Tradition, Tender der deutschen Marine nach deutschen Flüssen zu benennen.

Die von der Rhein bis 1877 geführte Flagge der Arbeitsfahrzeuge der Marine

Am 14. Oktober 1867 konnte eine von Kapitänleutnant Karl von Eisendecher geführte Abnahmekommission die Rhein in die Marine übernehmen. Bereits drei Tage später erfolgte die erste Indienststellung. Das Transportschiff war fortan dem Marinedepot in Kiel unterstellt, aber nicht als Kriegsschiff gelistet. Der Status als ziviles Schiff spiegelte sich sowohl in der geführten Flagge der Arbeitsfahrzeuge der Marine als auch in der Bezeichnung des Kapitäns als „Schiffsführer“ statt als „Kommandant“ wider. Die Rhein blieb mit kurzen Unterbrechungen von 1867 bis 1873 als Transporter in Dienst, anschließend lag sie für vier Jahre in der Reserve. In dieser Zeit kam es durch die 1874 erfolgte Indienststellung des Flussmonitors Rhein dazu, dass die Marine vorübergehend zwei Schiffe mit demselben Namen im Bestand hatte. Durch die Unterstellung des Monitors unter das VIII. Armeekorps ein Jahr später endete dieser ungewöhnliche Zustand. Zu einem kurzen Einsatz als ziviles Transportschiff kam die Rhein letztmals im Sommer 1877. Im Folgejahr diente sie von Anfang April bis Ende November für Vermessungsaufgaben und lag dann bis 1883 in der Reserve.
Im Herbst 1883 kam die Rhein zur Artillerie-Inspektion, um der neu gebildeten Technischen Versuchskommission in den folgenden vier Jahren für Streuminenversuche zu dienen. Mit der Bildung der Inspektion des Torpedowesens am 1. April 1886 gehörte die Rhein fortan zu dieser. Das Schiff war bei der am 3. Juni 1887 erfolgten Grundsteinlegung für den Kaiser-Wilhelm-Kanal anwesend und nahm im selben Jahr an den Herbstmanövern der Flotte teil. Nach dem Abschluss der Streuminenversuche wurde das Schiff vorübergehend außer Dienst gestellt, um zum Minenschulschiff umgebaut zu werden. Als solches kam es, seit dem 17. Februar auch als Schulschiff gelistet und wieder der Artillerie-Inspektion unterstellt, bereits am 6. April 1888 in Dienst. Bis 1894 versah die Rhein die Aufgabe als Schulschiff, wobei sie bis 1893 in den Wintermonaten zudem der Schiffsprüfungskommission zur Verfügung stand.
Am 2. Oktober 1895 teilte eine Kabinettsorder die Rhein, die sich zu diesem Zeitpunkt außer Dienst befand, der neu gebildeten Depot-Inspektion zu. Diese nahm das Schiff am 1. April 1896 als zweites Minenversuchsschiff neben der Pelikan in Dienst. In diesem Jahr beteiligte sich die Rhein zudem vom 6. bis zum 15. September an den Manövern der Flotte. Innerhalb der Depot-Inspektion entstand am 3. Januar 1898 die Minenversuchskommission als separate Abteilung, der die Rhein fortan unterstand. Vom 24. Januar bis zum 14. Juli 1898 ersetzte sie die zur Überholung in der Werft weilende Pelikan als erstes Minenversuchsschiff. Bis zum April 1911 blieb die Rhein bei der Minenversuchskommission, die von 1899 an zur Inspektion der Marineartillerie und ab dem 1. Oktober 1904 zur Inspektion der Küstenartillerie und des Minenwesens gehörte. Nach ihrer endgültigen Außerdienststellung ersetzte das Schiff die Otter als Schul- und Werkstatthulk für Minensucheinheiten in Cuxhaven. Mit dem Ende des Ersten Weltkrieges endete diese Verwendung. Die Rhein wurde am 11. August 1920 nach Rönnebeck verkauft, anschließend zum Prahm umgebaut und als solcher aufgebraucht.

## Technik
Die Rhein besaß einen eisernen Rumpf in Querspantbauweise. Dieser war in vier wasserdichte Abteilungen gegliedert. Das Schiff war maximal 6,01 m breit und 47,1 m lang, wobei die Konstruktionswasserlinie 44,0 m maß. Bei einer Maximalverdrängung von 482 t lag das Schiff 3,24 m tief im Wasser. Die Konstruktionsverdrängung betrug 398 t.
Die Besatzung des Schiffs war anfangs 23 Mann stark. Beim späteren Einsatz als Schulschiff befanden sich bis zu 80 Seeleute an Bord.

### Antriebsanlage
Die Rhein wurde von einer stehend eingebauten zweizylindrigen Dampfmaschine mit einfacher Dampfdehnung angetrieben. Diese konstruktiv auf 200 PSi ausgelegte Antriebsanlage entwickelte im tatsächlichen Einsatz bis zu 273 PSi indizierte Leistung und wirkte auf einen dreiflügeligen Propeller mit 2,5 m Durchmesser. Damit war eine Höchstgeschwindigkeit von 9,7 kn möglich, was die planmäßige Vorgabe um 0,7 kn übertraf. Die Dampferzeugung übernahm ein kohlegefeuerter Kofferkessel, der über drei Feuerungen verfügte und 5 atü Druck erzeugte. Der mitgeführte Kohlenvorrat von 39 t ermöglichte der Rhein eine Reichweite von 1.410 sm bei 7 kn Geschwindigkeit. Im Jahr 1896 erhielt das Schiff eine neue Kesselanlage: Zur Erprobung der damals neuen Bauart der Wasserrohrkessel wie zu Vergleichszwecken ist ein Dürr-Kessel der Düsseldorf-Ratinger Röhrenkessel-Fabrik verbaut wurden.
Zur Unterstützung der Maschinenanlage besaß die Rhein ursprünglich auch eine Takelage. Sie war als dreimastiger Rahschoner geriggt. Die Takelage wurde später entfernt.

### Bewaffnung
Als ziviles Schiff für Transportaufgaben war die Rhein bei ihrer Indienststellung unbewaffnet. Erst mit ihrer Nutzung als Streuminendampfer ab 1883 erhielt das Schiff zwei 3,7-cm-Revolverkanonen. Zudem wurde sie für die Aufnahme von 100 Seeminen hergerichtet.

## Kommandanten
| 17. Oktober bis 24. Dezember 1867      | Unterleutnant zur See Gustav Darmer                     |
| 10. März 1868 bis 1. Februar 1869      | Unterleutnant zur See Gustav Darmer                     |
| 15. März bis November 1869             | Unterleutnant zur See / Leutnant zur See August Thomsen |
| Dezember 1869 bis 22. Februar 1870     | Leutnant zur See Ferdinand Schmidt                      |
| 15. April 1870 bis Mai 1872            | Leutnant zur See / Kapitänleutnant Ferdinand Schmidt    |
| Mai bis September 1872                 | Kapitänleutnant Becks                                   |
| September 1872 bis 13. August 1873     | Leutnant zur See Julius Köthner                         |
| 11. Juni bis 11. September 1877        | unbekannt                                               |
| 1. April bis 30. November 1878         | Leutnant zur See Adolph Becker                          |
| 30. November 1883 bis 20. Oktober 1884 | Leutnant zur See Fritz Sommerwerck                      |
| 18. Mai bis 15. Dezember 1885          | Leutnant zur See Fritz Sommerwerck                      |
| 1. April bis 31. Dezember 1886         | Leutnant zur See Fritz Sommerwerck                      |
| 18. April bis 17. Dezember 1887        | Leutnant zur See Fritz Sommerwerck                      |
| 6. April bis September 1888            | Leutnant zur See Fritz Sommerwerck                      |
| September 1888 bis März 1891           | Kapitänleutnant Heyn                                    |
| April 1891 bis 31. Juli 1893           | Kapitänleutnant Johannes Wallmann                       |
| 20. Mai bis 3. Oktober 1894            | Leutnant zur See / Kapitänleutnant Wilhelm Souchon      |
| 1. April bis 15. Oktober 1896          | Leutnant zur See Puttfarken                             |
| 1. April bis 30. September 1897        | Leutnant zur See Karl Wedding                           |
| 24. Januar bis Juli 1898               | Korvettenkapitän Carl Franz                             |
| Juli bis 9. November 1898              | Kapitänleutnant Karl Zimmermann                         |
| 4. April bis 30. September 1899        | Oberleutnant zur See Wilhelm Heine                      |
| 3. April bis 29. September 1900        | Oberleutnant zur See Wilhelm Heine                      |
| 2. April bis 30. September 1901        | Oberleutnant zur See West                               |
| 2. April bis 30. September 1902        | Kapitänleutnant Lebahn                                  |
| 1. April 1903 bis September 1905       | Kapitänleutnant Otto Breuer                             |
| September 1905 bis September 1906      | Kapitänleutnant Karl Schultz                            |
| September 1906 bis März 1907           | Kapitänleutnant Biermann                                |
| März 1907 bis September 1908           | Kapitänleutnant Paul Wolfram                            |
| September 1908 bis September 1910      | Kapitänleutnant Wichgraf                                |
| September 1910 bis 7. April 1911       | Kapitänleutnant Tholens                                 |